# Gourin
Gourin is een gemeente in het Franse departement Morbihan (regio Bretagne). De plaats maakt deel uit van het arrondissement Pontivy. De gemeente telde 3.892 inwoners op 1 januari 2022.
Het stadje Gourin ligt op een afstand van 17 km vanaf Le Faouët en het dorp Rosporden. Op de laatste zondag van september en de drie daaropvolgende dagen, is Gourin het deel van een Pardon, van de Bretonse doedelzak- en bombardonmuzikanten. Deze ontmoeten elkaar hier ook op 1 mei voor het Championat National de Bagadou.
Vanuit Gourin kan men verder naar Spézet waar men na 5 km aan de Roc de Toullaëron komt, een heuvel van 326 m hoog met een mooi uitzicht. Dit is de hoogste van de Montagnes Noires.

## Geografie
De oppervlakte van Gourin bedroeg op 1 januari 2022 74,72 vierkante kilometer; de bevolkingsdichtheid was toen 52,1 inwoners per km².

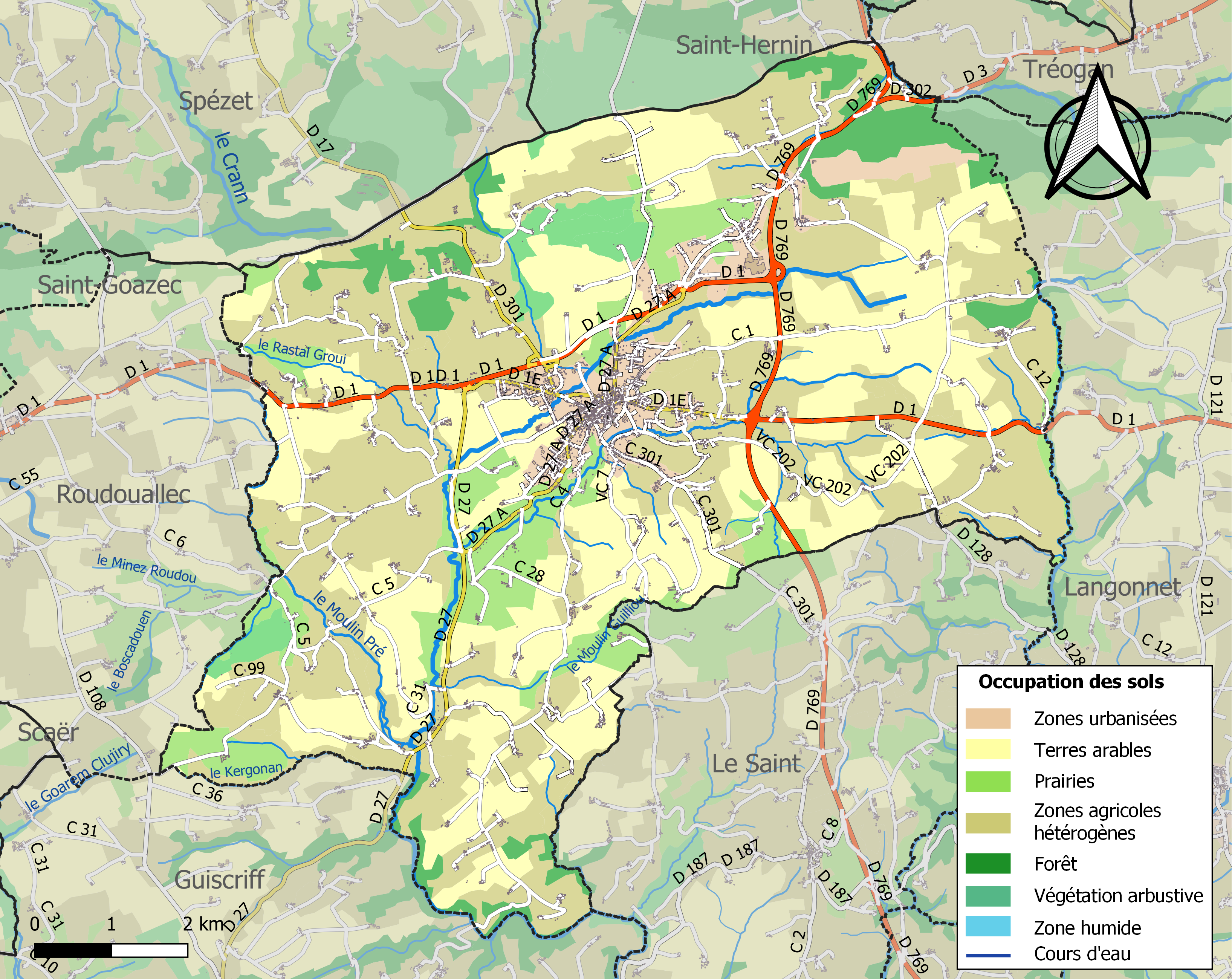
Kaart van de gemeente met de belangrijkste infrastructuur, bodemgebruik en omliggende gemeenten

## Demografie
Onderstaande figuur toont het verloop van het inwonertal, bron: INSEE-tellingen. 